# Следы динозавров в Очихенамапареро
Следы в Очихенамапареро — две группы ихнофоссилий, сделанных динозаврами около 190 миллионов лет назад (лейас) в мягкой почве. Следы были оставлены у подножия Малого Этжо, на северо-западе Намибии, недалеко от поселения Калькфельд, животными различных размеров, с тремя пальцами на ногах. Одна из групп следов тянется на расстоянии 20 метров.
Территория, где находятся следы сейчас принадлежит гостевой ферме Очихенамапареро. В 1951 году следы в Очихенамапареро были признаны объектом Национального Наследия Намибии Советом национального культурного наследия, и с этого времени находятся под охраной.